# M/S Stena Danica
M/S Stena Danica är en kombifärja tillhörande Stena Line som går mellan Göteborg och Frederikshavn. Till en början trafikerade hon linjen tillsammans med sitt systerfartyg M/S Stena Jutlandica. Detta fartyg flyttades dock till linjen Dover - Calais i augusti 1996 och är i dag skrotat. I dag trafikerar en ny M/S Stena Jutlandica linjen.

## Fartyget
Stena Danica tar 550 bilar och 2274 passagerare. Det tar tre timmar och en kvart att åka över, det finns restaurang och shop på fartyget. Hon sattes i trafik den 26 februari 1983 och har genomgått ombyggnader vid två tillfällen: 1987 och 2003. År 2003 genomgick Stena Danica en total ombyggnad. Allt revs ned och ersattes med samma inredning som de andra fartygen hade fått.
Tidigare fartyg med namnet M/S Stena Danica
| Tid       | Sjösatt som       | År   | Efterföljande namn   | Typ    |
| --------- | ----------------- | ---- | -------------------- | ------ |
| 1965-1969 | M/S Stena Danica  | 1965 | Lucy Maud Montgomery | Ro-pax |
| 1969-1974 | M/S Stena Danica  | 1968 | Queen of Surrey      | Ro-pax |
| 1974-1981 | M/S Stena Nordica | 1973 | M/S Stena Nordica    | Ro-pax |